# Émile Coste
Émile Louis François Désiré Coste  (Toulon, 2 de fevereiro de 1862 – 7 de julho de 1927) foi um esgrimista francês, campeão olímpico.
Émile Coste representou seu país nos Jogos Olímpicos de Verão de 1900. Conseguiu a medalha de ouro no florete.